# Donamaría
Donamaría(em castelhano) ou Donamaria (em basco) é um município da Espanha 
na província e comunidade autónoma de Navarra. Tem 23,48 km² de área e em 2021 tinha 451 habitantes (densidade: 19,2 hab./km²).

## Demografia
| Variação demográfica do município entre 1991 e 2004 | Variação demográfica do município entre 1991 e 2004 | Variação demográfica do município entre 1991 e 2004 | Variação demográfica do município entre 1991 e 2004 |
| --------------------------------------------------- | --------------------------------------------------- | --------------------------------------------------- | --------------------------------------------------- |
| 1991                                                | 1996                                                | 2001                                                | 2004                                                |
| 355                                                 | 394                                                 | 382                                                 | 414                                                 |